# Gerbillus amoenus
Gerbillus amoenus è una specie di gerbillo diffusa principalmente in Libia ed Egitto, con avvistamenti non confermati anche in Tunisia, Algeria e Mauritania.
Il corpo è lungo al massimo 6 cm, con una coda molto lunga (10 cm); il mantello è bruno-arancio, che tende a scurirsi sul dorso, mentre il ventre è bianco.
Anche se piuttosto raro, alcuni appassionati europei ne possiedono degli esemplari domestici: la velocità e la taglia minuta di questi animali, tuttavia, li rendono più difficili da accudire rispetto alle altre specie di gerbillo.